# Maurice Braun (résistant)
Pour les articles homonymes, voir Maurice Braun et Braun.
Maurice Braun, né le 23 avril 1906 à Cormery (Indre-et-Loire) et mort le 1er février 2001 à Saint-Cloud (Hauts-de-Seine), est un résistant français, chef de réseau des Forces françaises combattantes pendant la Seconde Guerre mondiale. 

## Biographie

### Résistance
Maurice Braun entre dans la résistance en 1942. En 1943, il participe, avec Marcel Fox, à la création du réseau Publican, du Special Operations Executive (SOE),. Braun et Fox dirigent le réseau qui s’occupe, en particulier, d’organiser des parachutages d’armes en Seine-et-Marne,,, et des sabotages des lignes de chemin de fer.

#### Parachutages d'armes et d'explosifs
Une clairière sablonneuse de la forêt de Fontainebleau (le lieu-dit La Vallée close, à proximité de l'actuel monument du réseau), dans la commune de Noisy-sur-École, est choisi comme terrain de parachutage. Annoncé, sur les ondes de Radio Londres, par le message « c’est en Touraine qu’on parle le meilleur français », le premier parachutage a lieu dans la nuit de pleine lune du 21 au 22 juillet 1943. Un avion britannique parachute seize containers contenant mitraillettes, grenades, explosifs, ainsi que des boîtes d’abrasif pour le sabotage des essieux et des wagons de train. Les armes sont entreposées dans la grotte de Rochebelle, d'où elles sont ensuite distribuées à la résistance.

#### Coupures de voies ferrées
Début septembre 1943, quatre équipes du réseau Publican mènent des actions de sabotage des voies ferrées. Braun et Fox s’occupent personnellement des coupures de voies à Thomery, où passent deux lignes d’importance capitale pour les Allemands : Paris-Lyon-Marseille et Paris-Bourbonnais.

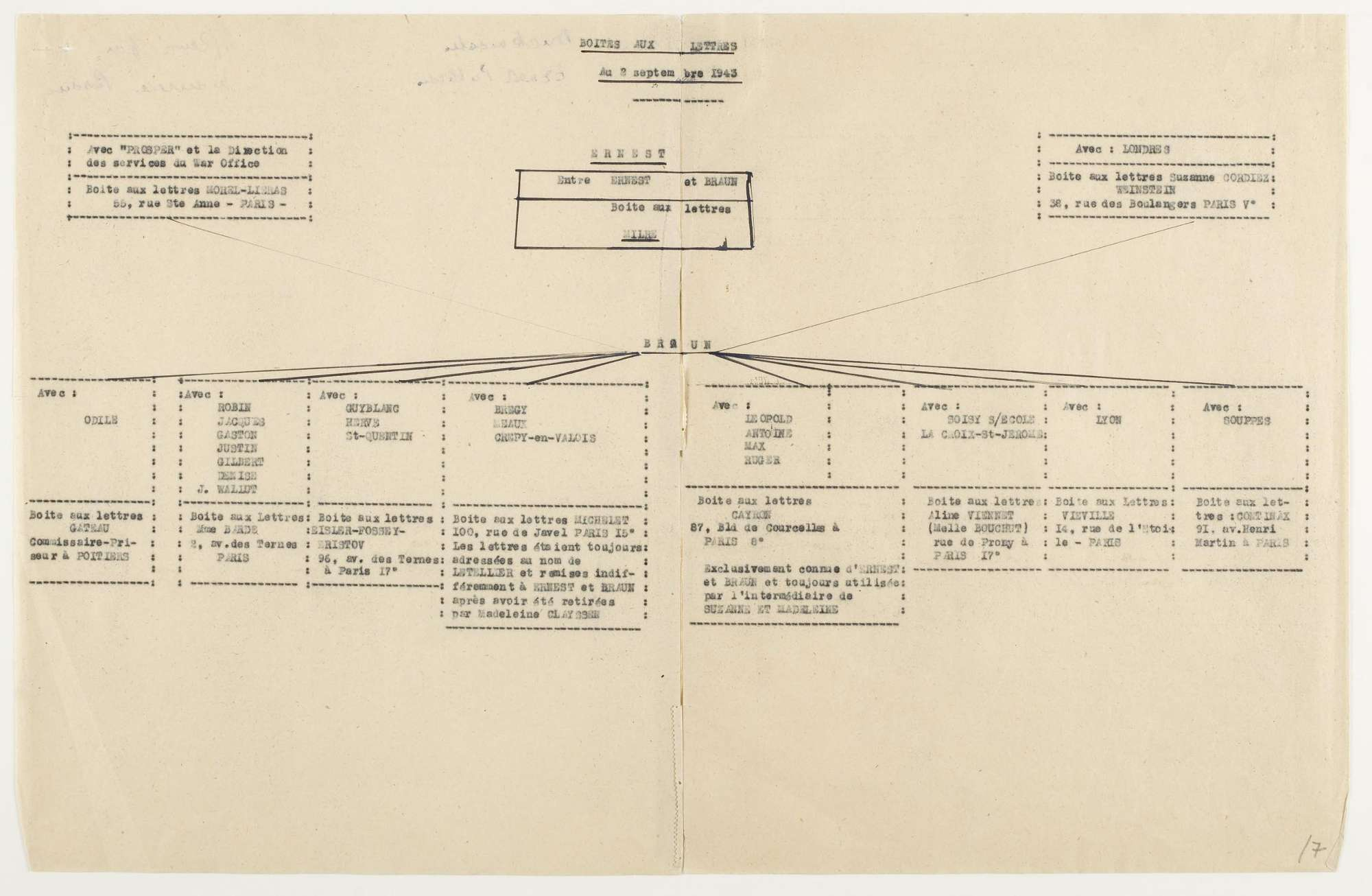
Boîtes aux lettres de Publican le 2 septembre 1943

#### “Boîtes aux lettres”
Un document d’archive indique que le 2 septembre 1943, Braun et Fox coordonnent le réseau, ainsi que ses relations avec Londres et avec d’autres réseaux, à travers dix “boîtes aux lettres” différentes, dont neuf à Paris et une à Poitiers.

### Arrestation et internement
L'effondrement du réseau SOE Prosper, au cours de l'été 1943, n'a pas de répercussions trop graves sur le réseau Publican. Le démantèlement de ce dernier est par contre lié à la chute du réseau SOE Butler. Jean Bouguennec, le chef de Butler, est en effet arrêté par la Gestapo le 7 septembre 1943, alors qu'il déjeune avec Fox, à Paris. Braun est arrêté à son tour par la Gestapo le 20 septembre, avec un autre membre du réseau, Madeleine Clayssen, sur le pont Mirabeau. Il était à Paris pour essayer d'organiser la libération de Fox et d'autres membres du réseau. Il est interrogé rue des Saussaies et avenue Foch, puis interné au secret dans la prison de Fresnes.

### Déportation
Le 15 août 1944, à quelques jours de la libération de Paris, il fait partie du dernier convoi de résistants envoyés à Buchenwald depuis la gare de Pantin (convoi I.264, dit « convoi des 57000 »),,.
Il parvient à survivre,, jusqu'à la libération du camp par l’armée américaine, en avril 1945, notamment grâce à l'aide d'Alfred Heurtaux, l'as de l'aviation de la Grande Guerre, également résistant et déporté. Un soir, lors d'un interminable appel dans la nuit et sous la neige, Heurtaux l'empêche de s'évanouir et se coucher dans la neige, ce qui signifiait la mort.

## Décorations
- Grand officier de la Légion d'honneur
- Croix de guerre 1939–1945
- Médaille de la Résistance française (décret du 24 avril 1946)

## Monument

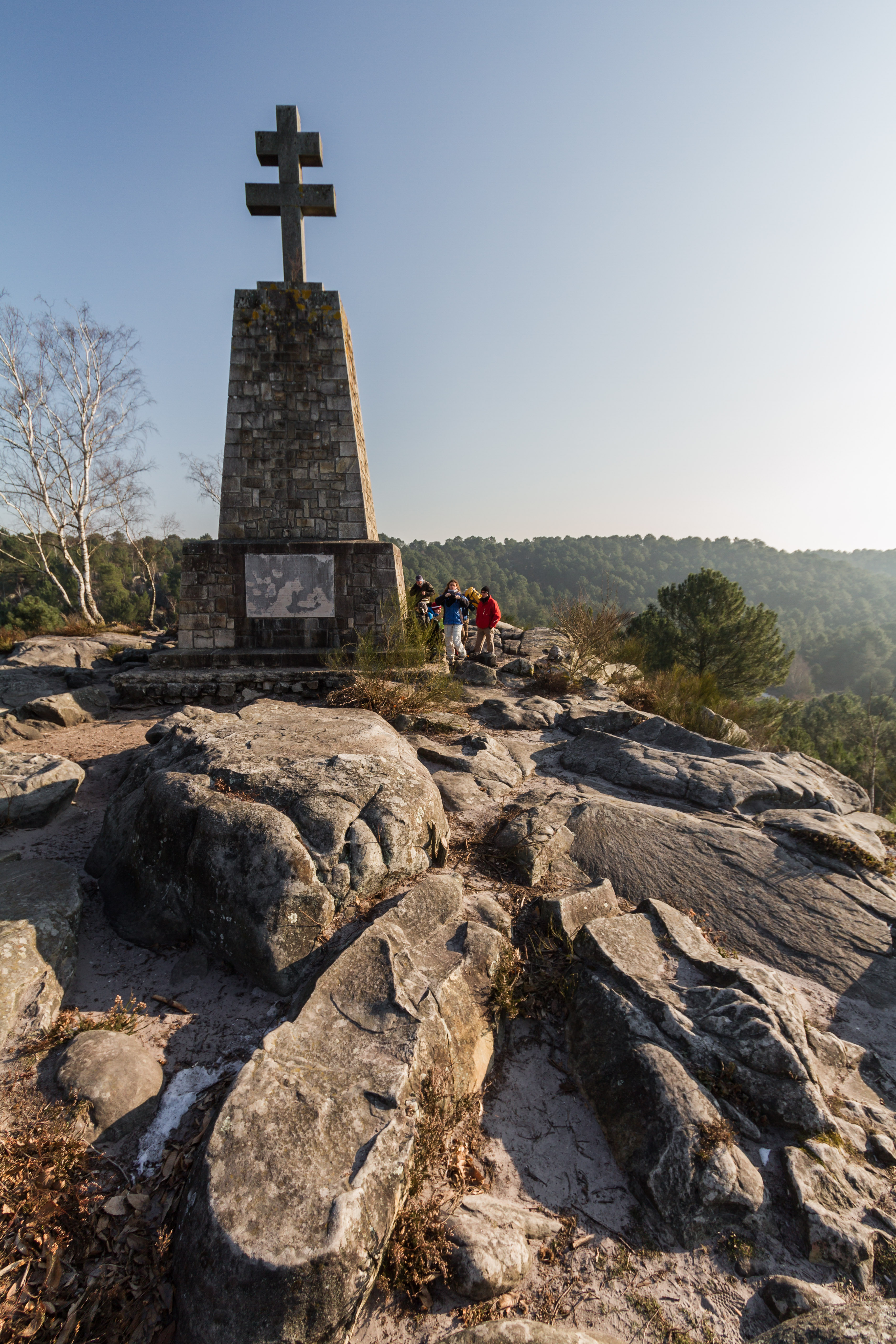

L'action de Maurice Braun, avec celle de Marcel Fox et des autres membres du réseau Publican, est commémorée sur un monument érigé dans la forêt de Fontainebleau, près de l'ancien site des parachutages. Il se trouve à Noisy-sur-École (à 10 km au sud-est de Milly-la-Forêt), dans le chemin dit de la Vallée Close, dans la forêt domaniale des Trois-Pignons. Le monument fut inauguré en juin 1946, en présence du général Georges Revers, chef d'état major général de l'Armée de terre, du colonel Maurice Buckmaster, ancien chef de la section France du SOE, et de Maurice Braun. Non loin du monument, une plaque en bronze est apposée à l'entrée de la grotte de Rochebelle, devenue grotte du Parachutiste, située à la Justice de Chambergeot. C'est là que furent entreposées les armes parachutées au réseau Publican. On y lit : « Ici en 1943 furent cachés des armes et explosifs pour la Libération de la France ».